# Tiempo paralizado
Tiempo paralizado (en el original en francés, La Durée poignardée) es un óleo sobre lienzo de 1938 del surrealista belga René Magritte. Es parte de la colección permanente del Instituto de Arte de Chicago y generalmente se exhibe en el Ala Moderna del museo.
La pintura fue una de las muchas realizadas para el mecenas surrealista y partidario de Magritte, Edward James. Esta fue la segunda pintura entregada a James para su salón de baile en Londres. La primera fue el retrato de James, La reproducción prohibida. Tiempo paralizado fue comprado por el Instituto de Arte a James en 1970 cuando estaba recaudando capital para construir su jardín de esculturas surrealistas de Las Pozas. 
La pintura, en un estilo realista y encuadre cercano, representa suspendida en el aire una locomotora LMS Stanier 5MT Black 5 4-6-0 a pequeña escala saliendo de una chimenea decorativa, a todo vapor, en una habitación vacía. Sobre la repisa de la chimenea de mármol blanco hay un espejo grande. En el espejo sólo se reflejan el reloj y los candeleros que lo flanquean, que están sobre la repisa de la chimenea.
Como en todas las obras más famosas de Magritte, la yuxtaposición de elementos no relacionados realzada por su composición realista, provoca sorpresa y fascinación.

## La perspectiva del artista
El título de la pintura literalmente se traduce como Tiempo continuo apuñalado por una daga, y Magritte no estaba contento con la traducción generalmente aceptada de Tiempo paralizado. Magritte esperaba que James colgara la pintura en la base de su escalera para que el tren "apuñalara" a los invitados en su camino hacia el salón de baile. Irónicamente, James, en cambio, eligió colgar la pintura sobre su propia chimenea.
Magritte describió su motivación para esta pintura:
"Decidí pintar la imagen de una locomotora. . . Para evocar su misterio, se unió otra imagen inmediatamente familiar y sin misterio, la imagen de la chimenea de un comedor.” 